# Лашхраші
Лашхраші (груз. ლაშხრაში) — село в Грузії.
За даними перепису населення 2014 року в селі проживає 2 особи.